# Damian Kallabis
Damian Kallabis (né le 10 juin 1973 à Gliwice) est un athlète allemand spécialiste du 3000 mètres steeple.

## Biographie
En 1997, Damian Kallabis est titulaire d'un record personnel sur 3 000 mètres steeple de 8 min 37 s 35. En 1998 il devient champion d'Allemagne à Berlin en 8 min 24 s 62 puis champion d'Europe à Budapest avec un temps de 8 min 13 s 10. Il devance l'Italien Alessandro Lambruschini et le Norvégien Jim Svenøy. Trois semaines plus tard, il s'impose lors de la Coupe du monde des nations. En fin d'année, il est impliqué dans une affaire avec son entraîneur Stéphane Franke, soupçonné d'avoir utilisé de l'HEA,.
En 1999, il prend la deuxième place à la coupe d'Europe des nations derrière le Français Gaël Pencreach. Au mois d'août, il bat à Zurich le record d'Allemagne détenu par Hagen Melzer depuis 1987, terminant en 8 min 9 s 48 derrière les Kényans Bernard Barmasai et Christopher Kosgei, et le Marocain Ali Ezzine. Aux championnats du monde de Séville, il réalise le troisième temps des séries avec 8 min 10 s 56. En finale il échoue au pied du podium, battu par Kosgei, Wilson Boit Kipketer et Ezzine.
En 2000 il réédite la deuxième place à la coupe d'Europe des nations, cette fois derrière le Français Bob Tahri, redevient champion d'Allemagne et se qualifie pour les Jeux olympiques de Sydney. Il obtient une qualification au temps, mais termine à la dernière place en finale.
Par la suite il obtient une nouvelle deuxième place à la coupe d'Europe des nations 2002 derrière Tahri, mais n'approche plus ses performances précédentes.

### Palmarès
| Date | Compétition                | Lieu         | Résultat | Performance   |
| ---- | -------------------------- | ------------ | -------- | ------------- |
| 1998 | Championnats d'Europe      | Budapest     | 1er      | 8 min 13 s 10 |
| 1998 | Coupe du monde des nations | Johannesburg | 1er      | 8 min 31 s 25 |
| 1999 | Championnats du monde      | Séville      | 4e       | 8 min 13 s 11 |
| 2000 | Championnats du monde      | Sydney       | 15e      | 9 min 09 s 78 |

### Records
| Épreuve              | Performance        | Lieu   | Date         |
| -------------------- | ------------------ | ------ | ------------ |
| 3 000 mètres steeple | 8 min 09 s 48 (RN) | Zurich | 11 août 1999 |